# Broke
Broke – trzeci album zespołu (hed) P.E.

## Lista utworów
1. Killing Time
2. Waiting To Die
3. Feel Good
4. Bartender
5. Crazy Legs
6. Pac Bell
7. I Got You
8. Boom (How You Like That)
9. Swan Dive
10. Stevie
11. Jesus (Of Nazareth)
12. The Meadow
13. Bad Dream (Bonus)